# Emiliano Zapata, Tuzantán
Emiliano Zapata är en ort i Mexiko.   Den ligger i kommunen Tuzantán och delstaten Chiapas, i den sydöstra delen av landet, 900 km sydost om huvudstaden Mexico City. Emiliano Zapata ligger 24 meter över havet och antalet invånare är 323.
Terrängen runt Emiliano Zapata är platt åt sydväst, men åt nordost är den kuperad. Runt Emiliano Zapata är det ganska tätbefolkat, med 207 invånare per kvadratkilometer. Närmaste större samhälle är Huixtla, 9,2 km norr om Emiliano Zapata. I omgivningarna runt Emiliano Zapata växer i huvudsak städsegrön lövskog.